# Todd
Todd es una localidad rural del partido de Arrecifes, ubicada al norte de la provincia de Buenos Aires, Argentina.
Se encuentra sobre la ruta nacional 8.

## Población
Cuenta con 732 habitantes (Indec, 2010), lo que representa un leve incremento de menos del 1% frente a los 726 habitantes (Indec, 2001) del censo anterior.
| Gráfica de evolución demográfica de Todd entre 1991 y 2010 |
|                                                            |
| Fuente: Censos nacionales del INDEC                        |

## Historia
Todd, data de 1888, al concederse tierras en las estaciones de FF.CC. a personas comprometidas a establecerse en las mismas y trabajar la tierra en ganadería y agricultura. En esos tiempos, el paraje era paso para las carretas que viajaban del Perú, Tucumán, Córdoba y Mendoza, a Buenos Aires y viceversa.
- Estación Todd

## Geografía
Todd está en el centro-norte de la provincia de Buenos Aires, a 182 km de Buenos Aires, a 165 km de Rosario, a 40 km de Pergamino, a 29 km de Salto y a 60 km de San Pedro. Depende administrativamente de Arrecifes, a 6 km de la ciudad. Se localiza en la región Pampeana Ondulada, zona caracterizada por la ondulación de su paisaje.

## Actividades
Cuenta con suelos aptos para los cultivos de maíz, soja y trigo, por excelencia; además de la ganadería, otra de las actividades de la zona es la confección de ropa.

## Comienzos
- En 1900 Todd era un campo abierto para personas de buena voluntad de trabajo. Habría sido el primero Claro Gómez, convirtiéndose así en piedra fundamental de la población, aunque ya existía la estación de trenes, sobre el ramal del Ferrocarril General Bartolomé Mitre. Luego llegaron más familias: Ordóñez, Izquierdo, Pérez, Valerio, Trosset, Buratovich, De Pierre,De Virgilio.
- 1906. El gobierno comienza el proyecto de construcción de la estación de ferrocarril (que permanece en el mismo lugar) y que llevaría el nombre de Todd, en honor a un ingeniero gerente del FF.CC.
- 1911. La construcción se concluye en 1911.
- 1915. Se coloca el primer teléfono en casa de la familia Ordoñez. Ya existía un receptor de radio que se escuchaba por turno, pues era a galena, con audífono.
- 1921. Se crea la Sociedad Cosmopolita de Socorros Mutuos, entidad fundada por Emilio Blanc y Miguel Izquierdo.
- 1923. Aparece la electricidad en corriente continua, que suministraban los hermanos Trosset, instalando una pequeña usina con un motogenerador.
- 1925. Se crea la Estafeta Postal.
- 1927. Se funda la escuela primaria provincial N.º 23 Paula Albarracín, funcionando en la Sociedad Cosmopolita.
- 1931. Se construye y pavimenta la Ruta 8 que cruza la localidad.

- 1933. Comenzó a circular el primer medio de autotransporte de pasajeros: línea con dos colectivos, realizando viajes diarios hacia y desde Arrecifes.
- 1934. Comienza a funcionar la capilla católica, bajo la advocación de Santa Teresita del Niño Jesús.
- 1941. Se construye el Destacamento Policial, que depende de la Comisaría de Arrecifes.
- 1950. La Escuela primaria se traslada a su moderno y cómodo edificio. Plan Quinquenal.
- 1958. Los vecinos se agrupan para formar una Cooperativa de Servicios, para traer energía eléctrica a la población. El sistema de abastecimiento de luz y fuerza era deficiente por el crecimiento demográfico y ya no cubría las necesidades de la comunidad.
- 1959. Se funda la Cooperativa Eléctrica Rural Limitada de Todd, brindando el servicio de energía eléctrica en zona urbana un año después, 1960, extendiéndose con los años a la zona rural.
- 1966. Funciona el jardín de infantes Nª 902 Granaderos de San Martín.
- 1980. La Cooperativa de Todd brinda el Servicio Telefónico.
- 1987. La Cooperativa de Todd agrega la Distribución de Agua Potable.
- 1994. La Cooperativa de Todd presta Servicios Sociales Cooperativos incluyendo sepelio.
- 1997. La Cooperativa de Todd se integra a la red CotelNet, dando paso a ToddNet, quien brinda el servicio de internet.
- 1999. Se incorpora un Panteón de Nichos en el cementerio local para socios del Servicio Social Cooperativo.
- 2011. Se incorpora Gas natural a los servicios brindados por la Cooperativa de Todd. En julio se inaugura y en el acto oficial estuvieron Amado Boudou, Julián Domínguez, Mario Oporto,  Diego Bossio, Carlos Kunkel y José María Díaz Bancalari. El sábado fue histórico para la comunidad de Todd, al igual que cuando hace muchos años inauguraron el servicio de agua potable. Los primeros en recibir el Gas Natural fueron los alumnos de la escuela 23, además estuvieron presentes varios Intendentes de la zona, y el acto oficial, desarrollado en un importante escenario ubicado en la puerta del establecimiento educativo, fue presidido por el intendente municipal, Daniel Néstor Bolinaga. Antes del acto oficial, todas las autoridades nacionales, provinciales y municipales, acompañados por distintos candidatos, se reunieron en las instalaciones de “El Campito” del Hogar Coraluz, donde brindaron una conferencia de prensa.

- Datos: Q2750125